# Forever Free
Forever Free – jedenasty album studyjny heavymetalowego zespołu Saxon wydany 18 maja 1992 roku przez wytwórnię Virgin Records.

## Lista utworów
1. „Forever Free” – 5:01
2. „Hole in the Sky” – 4:45
3. „Just Wanna Make Love to You” (cover Muddy'ego Watersa) – 3:57
4. „Get Down and Dirty” – 5:08
5. „Iron Wheels” – 4:15
6. „One Step Away” – 5:00
7. „Can't Stop Rockin'” – 4:06
8. „Nighthunter” – 3:25
9. „Grind” – 4:26
10. „Cloud Nine” – 4:35

## Twórcy
| Saxon w składzie - Biff Byford – wokal, producent - Paul Quinn – gitara - Graham Oliver – gitara - Nibbs Carter – gitara basowa - Nigel Glockler – perkusja Gościnnie - Gigi Skokan – instrumenty klawiszowe, programowanie | Personel - Herwig Ursin – producent - Rainer Hänsel – inżynier dźwięku - Dirk Zumpe – zdjęcia - Koot – projekt okładki |